# 矢野奨吾
矢野 奨吾（やの しょうご、1989年3月19日 - ）は、日本の俳優、声優。徳島県徳島市出身。

## 略歴
高校3年生の時にはアナウンサーになりたいと思っていたが、高校卒業後の浪人中に『新世紀エヴァンゲリオン』を見て声優にも憧れ、大学進学と共に上京して専門学校に通った。
2012年、劇団スーパー・エキセントリック・シアター（SET）俳優養成所に入所。翌年卒業後に準劇団員としてSETに入団した。
2020年、第14回声優アワードにて新人男優賞を受賞。
2022年8月31日、公式Twitterにて一般人女性と入籍したことを報告した。

## 人物
趣味は映画鑑賞・舞台鑑賞。特技はアクロバット・アクション（勉強中）。
テレビ大分アナウンサー藤村晃輝は法政大学の同級生で友人。

## 出演
太字はメインキャラクター。

### テレビアニメ
2014年
- 遊☆戯☆王ARC-V（沢渡シンゴ、男）

2016年
- B-PROJECT〜鼓動*アンビシャス〜（エンジニア、ED、男性スタッフB、役者）

2017年
- デジモンユニバース アプリモンスターズ（男子）
- アイドルマスター SideM（岡村直央）
- 血界戦線 & BEYOND（売り子）

2018年
- 七つの大罪 シリーズ（2018年 - 2021年、プオーラ、エンデ、衛兵、ソラシド / サリエル、妖精族 他） - 3シリーズ
- 寄宿学校のジュリエット（生徒、男子生徒、審判、過激派）
- アイドルマスター SideM 理由あってMini!（岡村直央）
- ツルネ シリーズ（2018年 - 2023年、如月七緒） - 2シリーズ

2019年
- モブサイコ100 II（ウド）
- 真夜中のオカルト公務員（天狗、職員、九郎坊）
- ギヴン（佐藤真冬）

2020年
- number24（日高拓海）
- 恋とプロデューサー〜EVOL×LOVE〜（ケン）

2021年
- 美少年探偵団（足利飆太）
- ヴィジュアルプリズン（ジャック・ムートン）

2022年
- 最遊記RELOAD -ZEROIN-（妖怪）
- 群青のファンファーレ（有村優）
- 3秒後、野獣。〜合コンで隅にいた彼は肉食でした（東条要） - オンエア版
- 聖剣伝説 Legend of Mana -The Teardrop Crystal-（ルーベンス）

2023年
- 久保さんは僕を許さない（上田、ソード×マジック相棒）
- 英雄王、武を極めるため転生す 〜そして、世界最強の見習い騎士♀〜（生徒）
- Paradox Live THE ANIMATION（円山玲央）

2025年
- ハニーレモンソーダ（三浦界）
- 異修羅（無明の白風アレナ）
- ロックは淑女の嗜みでして（タクヤ）
- 異世界黙示録マイノグーラ〜破滅の文明で始める世界征服〜（ローニアス）
- アン・シャーリー（男子学生）

### 劇場アニメ
- 特別版 Free!-Take Your Marks-（2017年、旭の友人）
- 劇場版 はいからさんが通る（2017年 - 2018年、古美売太） - 前後編
- さよならの朝に約束の花をかざろう（2018年、イオルフの男）
- 劇場版 七つの大罪（2018年 - 2021年、天翼人、プオーラ） - 2作品[一覧 3]
- 映画 ギヴン（2020年 - 2024年、佐藤真冬[29]） - 2作品[一覧 4]
- 映画 さよなら私のクラマー ファーストタッチ（2021年、沢渡）
- 劇場版ツルネ -はじまりの一射-（2022年、如月七緒[30]）

### OVA
- はじめてのギャル（2017年、落研部員D） - コミックス第5巻BD付き限定版
- ギヴン うらがわの存在（2021年、佐藤真冬[31]） - コミックス第7巻DVD付き限定版

### Webアニメ
- 終末のワルキューレ（2021年、天使、呂布〈子供〉）

### ゲーム
2016年
- アイドルマスター SideM（2016年 - 2023年、岡村直央）

2017年
- イケメン弁護士の甘い束縛（加賀美誠）
- 一血卍傑-ONLINE-（コロポックル）
- アイドルマスター SideM LIVE ON ST@GE!（2017年 - 2020年、岡村直央）
- ひらがな男子 いつらのこゑ（の）
- スタレボ☆彡 88星座のアイドル革命（久白純）

2019年
- ヒーロー'sパーク（天瀬朱）
- ファイアーエムブレム 風花雪月（イグナーツ＝ヴィクター）

2020年
- Shadowverse（クラップスデビル、ゲオルギウス）
- クラッシュフィーバー（シュレディンガー）

2021年
- アイドルマスター ポップリンクス（岡村直央）
- 遊戯王 デュエルリンクス（沢渡シンゴ）
- アイドルマスター SideM GROWING STARS（2021年 - 2023年、岡村直央）
- ファイアーエムブレム ヒーローズ（2021年 - 2022年、イグナーツ、ギィ）

2022年
- グランブルーファンタジー（プロトポロス）
- ファイアーエムブレム無双 風花雪月（イグナーツ＝ヴィクター）

2024年
- 廻らぬ星のステラリウム（ウルタ）
- 百英雄伝 (フォルワード）

### ドラマCD
- Paradox Live（2019年 - 、円山玲央[50]）
- number24 ドラマCD2（2020年、日高拓海[51]）
- 幕末男子 -新選組時空伝-（2020年、井上瑛太）
- 夢色キャスト Drama Theater 2〜蒼海のプレアデス〜（2020年、卯月隆[52]）
- Live us vol.1 - vol.6（2021年、笠光楓太[53][54]）
- あいむ総理ぃ I’m Sorry（2022年、ドクトル中野[55]）

### BLCD
- 君と僕と世界のほとり Phrase2 迷い恋バレンタイン[56]
- 凸凹シュガーデイズ（竹中英司[57]）
- エンサークルメントラブ（忠弘[58]）
- お前に抱かれるなんて聞いてない!〜ハマった男はAV男優2（弘瀬純）
  - お前に抱かれるなんて聞いてない!〜ハマった男はAV男優3

### 吹き替え
- プロジェクト・ランウェイ18（アラン・ゴンザレス[59]）
- シャザム!（バーク・ブライヤー〈エヴァン・マーシュ〉[60]） ※ザ・シネマ新録版
- オールモスト・ネバー 夢みるバンド物語（ネイト〈ナサニエル・ダス〉[61]）

### デジタルコミック
- 愛するあなたと恋するきみが（2023年、ジュン[62]）
- 悪祓士のキヨシくん（2024年、棺葬介）

### ラジオ
※はインターネット配信。
- スタレボ☆彡 ラジオ88（パチパチ）ステーション（2017年、音泉※）[63]
- 月刊 新・男前通信4月号〜月刊 矢野奨吾（2018年、文化放送モバイルplus※）
- 矢野・汐谷のKitchen Cherry-pick（2018年 - 、ニコニコ動画※）
- MAN TWO MONTH RADIO 矢野奨吾とおしゃべりしようご!（2019年、AG-ON Premium※・超!A&G+※）
- アイドルマスター SideM ラジオ 315プロNight!（2019年、ニコニコ生放送※）
- 矢野・小南 絵物語WA-GEI（2021年 - 2022年、文化放送）[64]
- TVアニメ『群青のファンファーレ』優＆駿ラジオ（2022年、音泉※・YouTube※）[65]

### オーディオドラマ
- NHK-FM 青春アドベンチャー「放課後はミステリーとともに『探偵部への挑戦状』」（2014年）
- 絵物語WA-GEI（2021年、芝浜[66]）
- ボイスドラマ『Prince Letter(s)! フロムアイドル2nd』（2022年、ハルキ）
- アイドルマスター SideM「315 PASSION CONTENTS」（2023年 - 2024年、岡村直央） - 2作品[一覧 5]

### テレビドラマ
- 失恋ショコラティエ 第2話（2014年1月20日、フジテレビ）妄想彼氏 役
- ドラマ池上線（2015年、ケーブルテレビ品川）のぞむ 役
- ドラマ10「美女と男子」第2話（2015年4月21日、NHK総合テレビ）候補者A 役
- 遺留捜査スペシャル（2015年5月17日、テレビ朝日）
- 警視庁 ナシゴレン課 第2話（2016年10月25日、テレビ朝日）倉敷健一 役
- あなたのことはそれほど 第1話（2017年4月18日、TBSテレビ）

### テレビ番組
※はインターネット配信。
- ハッピー!クラッピー（2015年4月4日 - 、キッズステーション）げんしじんドギャーズ・ピコ 役
- Pleasure Summit（2021年、ニコニコ生放送※、YouTube※）[67]

### 舞台
- SET研究生卒業公演「TIME」（2012年、四谷区民ホール）
- SET第51回本公演「スキャンダラス列島」（2013年11月、サンシャイン劇場）
- SETブレーメンプロデュースVol.3「ブレーメンの音楽隊」(2014年1月、シアターグリーン）
- SETスタミナやプロデュースVol.3「エキスポ」（2014年4月、中野ザ・ポケット）葬儀社社員・大橋 役
- マッチポンプ調査団「曖春サークル〜甲柳編〜」（2014年6月、東演パラータ）
- SET新人公演 OFF OFF SET「部屋と僕と弟のはなし」（2014年8月、高田馬場ラビネスト）
- SET第52回本公演「Mr.カミナリ」（2014年11月、サンシャイン劇場）
- マッチポンプ調査団「神家1/2」（2014年12月、東演パラータ）
- ディストピア西遊記（2015年7月、東京芸術劇場 シアターウエスト）金角 役
- SET第53回本公演「虹を渡る男たち」（2015年11月、サンシャイン劇場）
- SET第54回本公演「土九六村へようこそ」（2016年10月 - 11月）
- SET第55回本公演「カジノ・シティをぶっとばせ!!」（2017年10月、サンシャイン劇場）
- bpm本公演「聖の夜」（2018年12月、六本木トリコロールシアター）
- 本多劇場グループnext『DISTANCE-TOUR-』東京公演「ムリとムラ」（2020年8月、本多劇場）ムラ 役

### 人形劇
- モンキーパーマ2（新入社会人妖怪 悶守多亜斜怪人）

### 朗読劇
- 声の優れた俳優によるドラマリーディング「草枕―漱石とグールド―」（2019年2月11日、紀伊國屋サザンシアター TAKASHIMAYA）[68]
- 声優朗読劇 フォアレーゼン「流転の果て……漂泊の｢壇之浦｣」（2020年2月8日、下関市民会館） - 芳一、大内家の家臣 役[69]
- 声のプロフェッショナルが奏でるリーディングシェイクスピア『マクベス』（2020年11月29日、池袋サンシャイン劇場） - マクダフ、魔女 役他[70]
- CCCreation Presents リーディングシアターVol.2「RAMPO in the DARK」（2021年6月11日、神田明神ホール）[71]
- 劇版絵物語WA-GEI 〜心に花火を打ち上げろ〜（2022年1月10日、ニッショーホール） - 芝浜 役[72]
- THE IDOLM@STER SideM PASSIONABLE READING SHOW -超常事変〜対立スル正義〜-（2023年3月12日、武蔵野の森総合スポーツプラザ メインアリーナ） - 岡村直央 役[73]
- 朗読劇『ドリアン・グレイの肖像』
- 朗読劇「ニュー・ルネッサンス・イン・パリ」（2024年7月25日、博品館劇場）[74]
- 幻調乱歩4 夜明けに怯える怪機城（2025年9月1日〈予定〉、イイノホール）[75]

### 映像商品
- アイドルマスター SideM シリーズ
  - THE IDOLM@STER SideM 2nd STAGE 〜ORIGIN@L STARS〜 Live Blu-ray
  - THE IDOLM@STER SideM GREETING TOUR 2017 〜BEYOND THE DREAM〜 LIVE Blu-ray
  - THE IDOLM@STER SideM 3rdLIVE TOUR 〜GLORIOUS ST@GE!〜 LIVE Blu-ray [Side MAKUHARI]
  - THE IDOLM@STER SideM 3rdLIVE TOUR 〜GLORIOUS ST@GE!〜 LIVE Blu-ray [Side SENDAI]
  - THE IDOLM@STER SideM 3rdLIVE TOUR 〜GLORIOUS ST@GE!〜 LIVE Blu-ray [Side HUKUOKA]
  - THE IDOLM@STER SideM PRODUCER MEETING 315 SP@RKLING TIME WITH ALL!!!
  - THE IDOLM@STER SideM 4th STAGE 〜TRE@SURE GATE〜 LIVE Blu-ray
- Rejet Fes. シリーズ
  - 2018 -FOCUS-
  - 2019 ORIGIN

### その他コンテンツ
- 豊永利行ライブ バックダンサー
- しょうぐん 天晴れェド！（2020年 -、七代家継[76]、世阿弥[77]）
- 神神化身-Dance and Music for KAMI-（2022年、皋所縁[78]）※北山恭祐から交代
- 住宅リフォーム事業者団体登録制度 WEBCM（2022年）[79][80]
- Prince Letter(s)! フロムアイドル（2022年 - 2023年、ハルキ[81]）

## ディスコグラフィ

### キャラクターソング
| 発売日         | 商品名 | 歌 | 楽曲                                                                          | 備考                                                                                               |
| -------------- | --- | --- | ----------------------------------------------------------------------------- | -------------------------------------------------------------------------------------------------- |
| 2016年10月26日 | THE IDOLM@STER SideM ST@RTING LINE -13 もふもふえん                                                         | もふもふえん | 「うぇるかむ・はぴきらパーク！」 「もっふ・いんざぼっくす♪」 「DRIVE A LIVE」 | ゲーム『アイドルマスター SideM』関連曲                                                             |
| 2017年2月1日   | Beyond The Dream                                                                                            | 315プロダクション所属アイドル | 「Beyond The Dream」                                                          | ゲーム『アイドルマスター SideM』関連曲                                                             |
| 2017年2月1日   | Beyond The Dream                                                                                            | 315プロダクション所属アイドル（インテリ） | 「Beyond The Dream」                                                          | ゲーム『アイドルマスター SideM』関連曲                                                             |
| 2017年6月28日  | THE IDOLM@STER SideM ORIGIN@L PIECES 05                                                                     | 岡村直央（矢野奨吾） | 「ほっぷ・すてっぷ・ハイ、しーぷ！」                                          | ゲーム『アイドルマスター SideM』関連曲                                                             |
| 2018年2月14日  | THE IDOLM@STER SideM 3rd ANNIVERSARY DISC 02 FRAME & もふもふえん & F-LAGS                                  | もふもふえん | 「伝えたいのはこんなきもち」                                                  | ゲーム『アイドルマスター SideM』関連曲                                                             |
| 2018年2月14日  | THE IDOLM@STER SideM 3rd ANNIVERSARY DISC 02 FRAME & もふもふえん & F-LAGS                                  | FRAME、もふもふえん、F-LAGS | 「Compass Gripper!!!」                                                        | ゲーム『アイドルマスター SideM』関連曲                                                             |
| 2018年2月24日  | THE IDOLM@STER SideM 3rd ANNIVERSARY SOLO COLLECTION 02                                                     | 岡村直央（矢野奨吾） | 「伝えたいのはこんなきもち」                                                  | ゲーム『アイドルマスター SideM』関連曲                                                             |
| 2018年4月4日   | いつらのうたこゑ                                                                                            | の（矢野奨吾） | 「純真ブルース」                                                              | 『ひらがな男子』関連曲                                                                             |
| 2018年12月19日 | THE IDOLM@STER SideM WakeMini! MUSIC COLLECTION 03                                                          | 315 STARS（インテリ Ver.） | 「POKER FAITH -ポーカーフェイス-」                                            | テレビアニメ『アイドルマスター SideM 理由あってMini!』エンディングテーマ                           |
| 2019年1月23日  | スタレボ☆彡 88星座のアイドル革命 THE BEST「STAR REVOLUTION」Vol.4                                           | PURA.net | 「Horoscope」 「キラメキ☆プロローグ」 「シャッターチャンス！」                | ゲーム『スタレボ☆彡 88星座のアイドル革命』関連曲                                                   |
| 2019年3月15日  | THE IDOLM@STER SideM WakeMini! SOLO COLLECTION 03 INTELLIGENCE Ver.                                         | 岡村直央（矢野奨吾） | 「POKER FAITH -ポーカーフェイス-」                                            | テレビアニメ『アイドルマスター SideM 理由あってMini!』関連曲                                       |
| 2019年5月10日  | THE IDOLM@STER SideM 4th ANNIVERSARY DISC「LIVE in your SMILE / DREAM JOURNEY」                             | DRAMATIC STARS、Jupiter、Beit、High×Joker、Café Parade、もふもふえん、F-LAGS | 「DREAM JOURNEY」                                                             | ゲーム『アイドルマスター SideM』関連曲                                                             |
| 2019年6月5日   | THE IDOLM@STER SideM WORLD TRE@SURE 08                                                                      | 神楽麗（永野由祐）、秋山隼人（千葉翔也）、卯月巻緒（児玉卓也）、岡村直央（矢野奨吾） | 「Sugaring Off Party!」 「MEET THE WORLD!（CANADA Ver.）」                    | ゲーム『アイドルマスター SideM LIVE ON ST@GE!』関連曲                                              |
| 2019年9月18日  | まるつけ/冬のはなし                                                                                         | ギヴン［佐藤真冬（矢野奨吾）］ | 「まるつけ」                                                                  | テレビアニメ『ギヴン』エンディングテーマ                                                           |
| 2019年9月18日  | まるつけ/冬のはなし                                                                                         | ギヴン［佐藤真冬（矢野奨吾）］ | 「冬のはなし」                                                                | テレビアニメ『ギヴン』挿入歌                                                                       |
| 2019年10月23日 | Best Game 2 〜命運を賭けるトリガー〜                                                                        | 神谷幸広（狩野翔）、北村想楽（汐谷文康）、握野英雄（熊谷健太郎）、華村翔真（バレッタ裕）、榊夏来（渡辺紘）、岡村直央（矢野奨吾） | 「ALL nOR NOTHING」                                                           | ゲーム『アイドルマスター SideM』関連曲                                                             |
| 2019年12月18日 | THE IDOLM@STER SideM 5th ANNIVERSARY DISC 01 PRIDE STAR                                                     | 315 ALLSTARS | 「PRIDE STAR」 「DRIVE A LIVE」 「Reason!!」 「GLORIOUS RO@D」                | ゲーム『アイドルマスター SideM』関連曲                                                             |
| 2020年2月12日  | Paradox Live Opening Show                                                                                   | 悪漢奴等 | 「BAD BOYS 〜悪漢奴等 Underground〜」                                         | 『Paradox Live』関連曲                                                                             |
| 2020年2月19日  | THE IDOLM@STER SideM 5th ANNIVERSARY DISC 03 W&Café Parade&もふもふえん                                     | もふもふえん | 「はんどめいど・きみはーと！」                                                | ゲーム『アイドルマスター SideM』関連曲                                                             |
| 2020年2月19日  | THE IDOLM@STER SideM 5th ANNIVERSARY DISC 03 W&Café Parade&もふもふえん                                     | W、Café Parade、もふもふえん | 「ミュージアムジカ」                                                          | ゲーム『アイドルマスター SideM』関連曲                                                             |
| 2020年3月6日   | THE IDOLM@STER SideM 5th ANNIVERSARY UNIT COLLECTION -PRIDE STAR-                                           | もふもふえん | 「PRIDE STAR」                                                                | ゲーム『アイドルマスター SideM』関連曲                                                             |
| 2020年5月8日   | Paradox Live Stage Battle "JUSTICE"                                                                         | 悪漢奴等 | 「OUTSIDERZ -悪漢奴等is Justice-」                                            | 『Paradox Live』関連曲                                                                             |
| 2020年8月26日  | THE IDOLM@STER SideM 5th ANNIVERSARY SOLO COLLECTION 02                                                     | 岡村直央（矢野奨吾） | 「はんどめいど・きみはーと！」                                                | ゲーム『アイドルマスター SideM』関連曲                                                             |
| 2020年8月26日  | gift | ギヴン［佐藤真冬（矢野奨吾）］ | 「夜が明ける」                                                                | 劇場アニメ『映画 ギヴン』挿入歌                                                                    |
| 2020年8月26日  | gift | ギヴン［佐藤真冬（矢野奨吾）］ | 「へたくそ」 「ステージから君に捧ぐ」                                         | 劇場アニメ『映画 ギヴン』関連曲                                                                    |
| 2020年9月2日   | Paradox Live Stage Battle "FAMILY"                                                                          | 悪漢奴等 | 「CALL FOR FAMILIEZ -悪漢奴等 is Forever-」                                   | 『Paradox Live』関連曲                                                                             |
| 2020年10月7日  | THE IDOLM@STER SideM NEW STAGE EPISODE:01 もふもふえん                                                      | もふもふえん | 「わんだー×まーちんぐ！」 「NEXT STAGE!」                                     | ゲーム『アイドルマスター SideM』関連曲                                                             |
| 2020年11月25日 | Paradox Live Exhibition Show                                                                                | 悪漢奴等 | 「REBELLION -悪漢奴等 is still Burning-」                                     | 『Paradox Live』関連曲                                                                             |
| 2020年11月25日 | Paradox Live Exhibition Show -悪漢奴等-                                                                     | 悪漢奴等 feat. 倖田來未 | 「EMPEROR - WE ON FIRE!! -」                                                  | 『Paradox Live』関連曲                                                                             |
| 2021年2月7日   | THE IDOLM@STER SideM UNIT COLLECTION -MEET THE WORLD!-                                                      | 315 ALLSTARS | 「MEET THE WORLD!」                                                           | ゲーム『アイドルマスター SideM』関連曲                                                             |
| 2021年2月7日   | THE IDOLM@STER SideM UNIT COLLECTION -MEET THE WORLD!-                                                      | もふもふえん | 「MEET THE WORLD!」                                                           | ゲーム『アイドルマスター SideM』関連曲                                                             |
| 2021年2月24日  | Paradox Live Stage Battle "VIBES"                                                                           | 悪漢奴等 | 「ROWDIEZ -悪漢奴等 Wanted Vibes-」                                           | 『Paradox Live』関連曲                                                                             |
| 2021年3月31日  | Paradox Live 1st album "TRAP"                                                                               | 悪漢奴等 | 「A.K.Y.R -悪漢奴等 Go over da TRAP-」                                        | 『Paradox Live』関連曲                                                                             |
| 2021年3月31日  | Paradox Live 1st album "TRAP"                                                                               | BAE、The Cat's Whiskers、cozmez、悪漢奴等 | 「Rap Guerrilla -Paradox Live All ARTISTS-」                                  | 『Paradox Live』関連曲                                                                             |
| 2021年6月16日  | 矢野・小南 絵物語WA-GEI OP&ED「花火/浪漫主義」                                                              | 芝浜（矢野奨吾）、怪僧伝達（小南光司） | 「花火」                                                                      | ラジオ『矢野・小南 絵物語WA-GEI』オープニングテーマ                                                |
| 2021年7月28日  | 美少年探偵団 BD・DVD第1巻特典CD                                                                             | 美少年探偵団 | 「Beautiful Reasoning」                                                       | テレビアニメ『美少年探偵団』エンディングテーマ                                                     |
| 2021年8月25日  | 美少年探偵団 BD・DVD第2巻特典CD                                                                             | 美少年探偵団 | 「Welcoming Days」                                                            | テレビアニメ『美少年探偵団』エンディングテーマ                                                     |
| 2021年9月8日   | STATION IDOL LATCH! 02                                                                                      | 烏鷹鉄路 / 新橋（井上和彦）、湊航琉 / 浜松町（狩野翔）、北颯 / 田端（矢野奨吾） | 「SUNRISE!!」                                                                 | 『STATION IDOL LATCH!』関連曲                                                                      |
| 2021年9月29日  | THE IDOLM@STER SideM GROWING SIGN@L 01 Growing Smiles!                                                      | 315 ALLSTARS | 「Growing Smiles!」 「DRIVE A LIVE」 「Beyond The Dream」 「NEXT STAGE!」     | ゲーム『アイドルマスター SideM GROWING STARS』関連曲                                               |
| 2021年9月29日  | Paradox Live Shuffle Team Show vol.1                                                                        | Lollipop*universe | 「Jumping In to My World」                                                    | 『Paradox Live』関連曲                                                                             |
| 2021年10月6日  | 残酷シャングリラ/BLOODY KISS/玉座のGEMINI                                                                   | LOS†EDEN | 「BLOODY KISS」                                                               | テレビアニメ『ヴィジュアルプリズン』エンディングテーマ                                             |
| 2021年10月27日 | Into the noise                                                                                              | α-TuNe | 「Into the noise」 「Call」                                                   | 『Live us』関連曲                                                                                  |
| 2021年10月27日 | Paradox Live Shuffle Team Show vol.2                                                                        | 北斎 with あかんキャッツら | 「CHILLIN'」                                                                  | 『Paradox Live』関連曲                                                                             |
| 2021年10月27日 | ピタゴラスプロダクション Shining Stage Vol.1 Golden Record                                                  | Golden Record | 「Love Holic」 「何色？」                                                     | 『ピタゴラスプロダクション』関連曲                                                                 |
| 2021年12月15日 | ヴィジュアルプリズン BD・DVD第1巻特典CD                                                                     | ジャック・ムートン（矢野奨吾） | 「極上Jealousy」                                                              | テレビアニメ『ヴィジュアルプリズン』挿入歌                                                         |
| 2021年12月15日 | ヴィジュアルプリズン BD・DVD第1巻特典CD                                                                     | ロビン・ラフィット（堀江瞬）、ジャック・ムートン（矢野奨吾） | 「AI=ZO」                                                                     | テレビアニメ『ヴィジュアルプリズン』挿入歌                                                         |
| 2022年1月8日   | THE IDOLM@STER SideM UNIT COLLECTION -Growing Smiles!-                                                      | もふもふえん | 「Growing Smiles!」                                                           | ゲーム『アイドルマスター SideM GROWING STARS』関連曲                                               |
| 2022年3月12日  | THE IDOLM@STER SideM PASSION@TE FORMATION -INTELLIGENCE-                                                    | 315 STARS（インテリVer.） | 「ANYWHERE」                                                                  | ゲーム『アイドルマスター SideM GROWING STARS』関連曲                                               |
| 2022年3月12日  | THE IDOLM@STER SideM PASSION@TE FORMATION -INTELLIGENCE-                                                    | 岡村直央（矢野奨吾） | 「ANYWHERE」                                                                  | ゲーム『アイドルマスター SideM GROWING STARS』関連曲                                               |
| 2022年3月23日  | ANGELIST/SACRIFICE/ROYAL CROWN                                                                              | LOS†EDEN | 「SACRIFICE」                                                                 | テレビアニメ『ヴィジュアルプリズン』挿入歌                                                         |
| 2022年3月30日  | Paradox Live Opening Show-Road to Legend-                                                                   | 悪漢奴等 | 「TURN IT UP!!!!!! -悪漢SOUL FEVER-」                                         | 『Paradox Live』関連曲                                                                             |
| 2022年5月11日  | THE IDOLM@STER SideM GROWING SIGN@L 07 もふもふえん                                                         | もふもふえん | 「はるかぜバトン」 「そだてっ！たいむかぷせる」                               | ゲーム『アイドルマスター SideM GROWING STARS』関連曲                                               |
| 2022年7月6日   | 群青のファンファーレ BD・DVD第1巻特典CD                                                                     | 有村優（矢野奨吾）、風波駿（土屋神葉） | 「Fly High」                                                                  | テレビアニメ『群青のファンファーレ』関連曲                                                         |
| 2022年7月27日  | 「3秒後、野獣。〜合コンで隅にいた彼は肉食でした」オンエア版DVD AnimeFestaオリジナル公式Shop限定特典主題歌CD | 東条要（矢野奨吾） | 「花手水」                                                                    | テレビアニメ『3秒後、野獣。〜合コンで隅にいた彼は肉食でした』主題歌                                |
| 2022年10月26日 | Prince Letter(s)! フロムアイドル2nd-EP                                                                      | ハルキ（矢野奨吾） | 「ハルキの話」                                                                | 『Prince Letter(s)! フロムアイドル』関連曲                                                         |
| 2022年12月3日  | THE IDOLM@STER SideM GROWING SIGN@L SOLO COLLECTION 02                                                      | 岡村直央（矢野奨吾） | 「はるかぜバトン」                                                            | ゲーム『アイドルマスター SideM GROWING STARS』関連曲                                               |
| 2022年12月21日 | THE IDOLM@STER SideM GROWING SIGN@L 15 Take a StuMp!                                                        | 315 ALLSTARS | 「Take a StuMp!」                                                             | ゲーム『アイドルマスター SideM GROWING STARS』関連曲                                               |
| 2023年2月11日  | THE IDOLM@STER SideM UNIT COLLECTION -Take a StuMp!-                                                        | もふもふえん | 「Take a StuMp!」                                                             | ゲーム『アイドルマスター SideM GROWING STARS』関連曲                                               |
| 2023年3月11日  | 幻想のUtopia/安寧のDystopia                                                                                 | ピエール（堀江瞬）、蒼井悠介（菊池勇成）、蒼井享介（山谷祥生）、握野英雄（熊谷健太郎）、木村龍（濱健人）、秋山隼人（千葉翔也）、冬美旬（永塚拓馬）、榊夏来（渡辺紘）、若里春名（白井悠介）、紅井朱雀（益山武明）、東雲荘一郎（天﨑滉平）、アスラン＝ベルゼビュートII世（古川慎）、岡村直央（矢野奨吾）、硲道夫（伊東健人）、大河タケル（寺島惇太）、牙崎漣（小松昌平）、天峰秀（伊瀬結陸）、花園百々人（宮﨑雅也）、眉見鋭心（大塚剛央） | 「幻想のUtopia」                                                              | 舞台『THE IDOLM@STER SideM PASSIONABLE READING SHOW -超常事変〜対立スル正義〜-』オープニングテーマ |
| 2023年3月14日  | precious love                                                                                               | 315 STARS | 「precious love」                                                             | ゲーム『アイドルマスター SideM GROWING STARS』関連曲                                               |
| 2023年7月26日  | THE IDOLM@STER SideM 49 ELEMENTS -14 S.E.M                                                                  | もふもふえん | 「もふ・きゅ～と・デイズ☆」                                                   | ゲーム『アイドルマスター SideM GROWING STARS』関連曲                                               |
| 2023年7月26日  | THE IDOLM@STER SideM 49 ELEMENTS -14 S.E.M                                                                  | 岡村直央（矢野奨吾） | 「トキメキ・ぷろろーぐ！」                                                    | ゲーム『アイドルマスター SideM GROWING STARS』関連曲                                               |
| 2023年10月28日 | THE IDOLM@STER SideM 8th STAGE THEME SONG「Hands & Claps!」                                                 | 315 ALLSTARS | 「Hands & Claps!」                                                            | ライブイベント『THE IDOLM@STER SideM 8th STAGE 〜ALL H@NDS TOGETHER〜』テーマソング                |
| 2023年10月28日 | THE IDOLM@STER SideM 8th STAGE THEME SONG「Hands & Claps!」                                                 | 315 STARS（インテリVer.） | 「Hands & Claps!」                                                            | ライブイベント『THE IDOLM@STER SideM 8th STAGE 〜ALL H@NDS TOGETHER〜』テーマソング                |
| 2024年1月31日  | THE IDOLM@STER SideM CIRCLE OF DELIGHT 04 もふもふえん                                                      | もふもふえん | 「からふる・とれじゃ～わ～るど！」 「もふデビ★うぉんてっど」                  | 『アイドルマスター SideM』関連曲                                                                   |
| 2024年7月13日  | THE IDOLM@STER SideM CIRCLE OF DELIGHT SOLO COLLECTION 01                                                   | 岡村直央（矢野奨吾） | 「からふる・とれじゃ～わ～るど！」                                            | 『アイドルマスター SideM』関連曲                                                                   |
| 2024年7月13日  | THE IDOLM@STER SideM 9th STAGE THEME SONG「Gather Round!」                                                  | 315 ALLSTARS | 「Gather Round!」                                                             | ライブイベント『THE IDOLM@STER SideM 9th STAGE ～MIR＠-CIRCLE CRESCENDO～』テーマソング            |
| 2024年7月13日  | THE IDOLM@STER SideM 9th STAGE THEME SONG「Gather Round!」                                                  | 315 STARS（インテリVer.） | 「Gather Round!」                                                             | ライブイベント『THE IDOLM@STER SideM 9th STAGE ～MIR＠-CIRCLE CRESCENDO～』テーマソング            |

### その他参加作品
| 発売日         | 商品名                                                                       | 歌                           | 楽曲                                 | 備考                                                  |
| -------------- | ---------------------------------------------------------------------------- | ---------------------------- | ------------------------------------ | ----------------------------------------------------- |
| 2019年7月31日  | チャイム！                                                                   | Child Nome                   | 「チャイム！」 「波打ち際」          | ラジオ『矢野・汐谷のKitchen Cherry-pick』テーマソング |
| 2019年7月31日  | チャイム！                                                                   | Child Nome                   | 「春夏秋冬」 「これが私の生きる道」  | ラジオ『矢野・汐谷のKitchen Cherry-pick』関連曲       |
| 2019年12月20日 | ぎゅってしよ！ チェリピク ver.                                               | 矢野奨吾、汐谷文康           | 「ぎゅってしよ！」 「声はAmplifier」 | インターネットラジオ局「ラジ友」テーマソング          |
| 2021年12月24日 | CLAP×CLAP                                                                    | 寺島惇太、矢野奨吾、梶原岳人 | 「CLAP×CLAP」                        | 『Pleasure Summit』 テーマソング                      |
| 2021年12月24日 | CLAP×CLAP                                                                    | 矢野奨吾                     | 「CLAP×CLAP」                        | 『Pleasure Summit』 テーマソング                      |
| 2022年7月27日  | [Re:collection] HIT SONG cover series feat.voice actors〜00's-10's EDITION〜 | 矢野奨吾                     | 「オリオンをなぞる」                 |                                                       |